# إيل ماكفيرسون
إيل ماكفيرسون (بالإنجليزية: Elle Macpherson)‏ وإسمها الحقيقي إليانور نانسي غو (بالإنجليزية: Eleanor Nancy Gow)‏ وهي سيدة أعمال ومضيفة تلفزيونية وعارضة أزياء وممثلة أسترالية ولدت في 29 مارس 1964، في مدينة سيدني في أستراليا.

## روابط خارجية
- إيل ماكفيرسون على موقع IMDb (الإنجليزية)
- إيل ماكفيرسون على موقع ألو سيني (الفرنسية)
- إيل ماكفيرسون على موقع تيرنر كلاسيك موفيز (الإنجليزية)
- إيل ماكفيرسون على موقع أول موفي (الإنجليزية)
- إيل ماكفيرسون على موقع قاعدة بيانات الأفلام السويدية (السويدية)
- إيل ماكفيرسون على موقع إن إن دي بي (الإنجليزية)
- إيل ماكفيرسون على موقع قاعدة بيانات الفيلم (الإنجليزية)
- إيل ماكفيرسون على موقع كينوبويسك (الروسية)
- إيل ماكفيرسون على موقع دليل عارضات الأزياء (الإنجليزية)